# Simon Géza Gábor
Simon Géza Gábor (beceneve: SGG) (Budapest, 1947. május 1. –) magyar zene- és hanglemeztörténész, zenei újságíró és producer, zenei könyvtáros, elismert diszkográfus.

## Életpályája
1961–65 között a budapesti Egressy Gábor Gimnáziumba járt. 1988–90 között Soros zenetudományi ösztöndíjakkal (2 és 1 éves) a magyar dzsessztörténetet kutatta Ausztriában, a Német Szövetségi Köztársaságban, Svájcban, Olaszországban, Franciaországban, Hollandiában, valamint Budapest Főváros Levéltárában, az Országos Levéltárban és számos magángyűjteményben. A kutatómunka eredményeit 1990 óta önálló kötetekben folyamatosan publikálja.
1964 óta a zenei szakmában tevékenykedik, 1967–97 között a Magyar Rádió dzsessz- és gramofonlemezek készítésével foglalkozó műsorait szerkesztette. 1970-től több mint 50 (magyar, osztrák, német, lengyel) lapban publikált dzsessz témában magyar, német és angol nyelven, 209 dzsessz- és klasszikus, valamint kortárs-zenei LP/CD/MC készítője (szerkesztő, producer, szövegíró, fordító, fotós, borítótervező, diszkográfus). 1985–87 között a Hungaroton Archívum munkatársa, 1987–89 között az első magyar magán lemezkiadó, a Pannonton művészeti igazgatója volt. 1991-től a Magyar Jazzkutatási Társaság (a világ egyetlen nemzeti dzsesszkutatási társaságának) elnöke. 2006-tól a www.jazzkutatas.eu honlap főszerkesztője.

## Munkássága
Az utóbbi két évtizedben általában évi két szakkönyv jelenik meg a tollából. Zenei könyvtárakban, iskolákban, klubokban a legkülönbözőbb zenei témákban tart előadásokat, hosszabb sorozatokat. Rádió- és tv-műsorok állandó vendége Magyarországon és Ausztriában. Összesen közel ötezer előadást tartott eddig.

### Önálló kötetek
- John Coltrane öröksége: életrajzi mozaikok. Limitált kiadás. Budapest, 1981. szeptember 22.
- A szegedi Molnár Dixieland története. Szeged, 1984. április. Archiválva 2015. június 6-i dátummal a Wayback Machine-ben ISBN 963-01-5448-X
- Magyar jazzlemezek 1912-1984 Archiválva 2015. június 6-i dátummal a Wayback Machine-ben / Hungarian Jazz Records 1912-1984. Pécs 1985. április 2. ISBN 963-00-0797-5
- A klarinét dimenziói. Portré Dudás Lajosról, Jazzbarátok kiskönyvtára 1., Pécs, 1990. szeptember. Archiválva 2015. június 6-i dátummal a Wayback Machine-ben ISBN 963-028550-9
- A magyar jazz 1945-1990. Történeti vázlat. Jazzbarátok kiskönyvtára 2. Archiválva 2015. június 6-i dátummal a Wayback Machine-ben, Budapest – Pécs, 1990. szeptember. ISBN 963-028551-7
- Benkó Dixieland Band Discography. Eurojazz Discos No.25. Zwolle, Hollandia, 1991. június
- The Book of Hungarian Jazz, Budapest 1992. november. Archiválva 2015. június 6-i dátummal a Wayback Machine-ben ISBN 963-85069-1-1
- Magyar jazz diszkográfia 1905-1994 Archiválva 2015. június 6-i dátummal a Wayback Machine-ben / Hungarian Jazz Discography 1905-1994. Budapest 1994. ISBN 963-04-4294-9
- Benkó Dixieland Band Discography. Second Edtion. Eurojazz Discos No.25. Zwolle, Hollandia, 1997. december
- Magyar jazztörténet (2 CD melléklettel). Budapest, 1999. október 13. ISBN 963-03-8549-X
- Mindhalálig gitár – Zoller Attila élete és művészete. Bio-diszkográfia (CD melléklettel). Budapest 2002. december 13. Archiválva 2015. június 6-i dátummal a Wayback Machine-ben ISBN 963-204-716-8
- Immens gut – Attila Zoller. Sein Leben und seine Kunst. Bio-Diskographie. Erweiterte und verbesserte deutsche Ausgabe (CD melléklettel). Budapest 2003. május 24. ISBN 963-206-928-5
- Szelíd dalok – Hollós Máté bio-diszkográfia (CD melléklettel). Budapest 2004. ISBN 963-214-168-7
- Magyar jazz diszkográfia 1905-2000 Archiválva 2015. június 6-i dátummal a Wayback Machine-ben/ Hungarian Jazz Discography 1905-2000. Budapest 2005. ISBN 963-219-002-5
- K.u.K. ragtime – Az Osztrák-Magyar Monarchia ragtime korszaka (CD melléklettel). Budapest 2007. ISBN 978-963-9746-08-4
- K.u.K. Ragtime – Die Ragtime-Ära der Österreichisch-Ungarischen Monarchie (CD melléklettel). Budapest 2007. Archiválva 2015. június 6-i dátummal a Wayback Machine-ben ISBN 978-963-9746-11-4
- K.u.K. Ragtime – The Ragtime Era of the Austro-Hungarian Monarchy (CD melléklettel). Budapest 2008. Archiválva 2015. június 6-i dátummal a Wayback Machine-ben Limited edition. ISBN 978-963-9746-12-1
- Magyar hanglemeztörténet: 100 éves a magyar hanglemez, 1908-2008 Archiválva 2015. június 6-i dátummal a Wayback Machine-ben. Budapest, 2008. ISBN 978-963-87966-1-5
- „Csillogó fekete lemezeken...” 100 éves a magyar hanglemezgyártás és – forgalmazás Archiválva 2015. június 6-i dátummal a Wayback Machine-ben / „On Shiny Black Disc...” 100 Years of Hungarian Record Manufacturing and Distribuition. Budapest, 2008. augusztus 18. ISBN 978-963-87454-4-6
- Magyar ragtime kották bibliográfiája, hangfelvételek diszkográfiája 1896-2009 Archiválva 2016. március 4-i dátummal a Wayback Machine-ben. Budapest, 2009. ISBN 978-963-87966-2-2
- Guitar Forever – Attila Zoller Discography. Limited edition. Budapest, 2011. november
- Képes magyar jazztörténet / Hungarian Jazz History in Pictures. Kiállítási katalógus / Exhibition catalogue. 2015. november 12.-2016. április 24. / 2015, 12th November – 2016, 24th April. Magyar Kereskedelmi és Vendéglátóipari Múzeum, Budapest, 2015. november 12. ISBN 978-615-5021-06-0
- Esős évszak. Bacsik Elek bio-diszkográfia / Season of the Rain. Elek Bacsik bio-discography, 1926-1993 (CD melléklettel). Magyar Jazzkutatási Társaság, Budapest, 2016. május 31. ISBN 978-963-12-4707-7
- "Szösszenetek" a jazz- és a hanglemeztörténetből (Bősze Ádám ajánlásával. Cikkek, tanulmányok, előadások, interjúk /1967-2016/, diszkográfia, bibliográfia). Gramofon Könyvek, Budapest, 2016. október 4. ISBN 978-615-80474-1-8
- A zenetudomány mostohagyermeke. A jazz és hatása Magyarországon 1920-1950 (CD melléklettel) (Szaklektor: Binder Károly). Magyar Művészeti Akadémia Elméleti Tagozata, Budapest, 2016. december 9. ISBN 978-615-5464-56-0
- Ha a budapesti jazzmozgalom naplót írt volna, 1919–1950; Jazz Oktatási és Kutatási Alapítvány, Bp., 2018
- Így írtam én. Kortársak kritikái köteteimről; Jazz Oktatási és Kutatási Alapítvány, Budapest, 2022

### Könyvek társszerzővel
- Dudás Lajos (Libisch Károllyal). Limitált kiadás. Sikonda, 1988. nyár
- The Chronological Ragtime Discography of the Austro-Hungarian Monarchy (Wolfgang Hirschenbergerrel). Limitált kiadás, Budapest, 1992
- Benkó Dixieland Band: Történet és a Karácsonyi Mise / History and Christmas Mass (Benkó Sándorral és Petrányi Judittal) (4 CD melléklettel). Budapest, 2007. ISBN 978-963-06-3257-7
- Gramophone-lemezek (Bajnai Klárával). Budapest, 2009 ISBN 978-963-87919-4-8
- Joe Muranyi Discography. Swingin' Americans No. 22 Archiválva 2015. június 6-i dátummal a Wayback Machine-ben (Gerard Bieldermannal). Zwolle, Hollandia, 2010. március
- A „Diadal” Hanglemezgyár története és diszkográfiája (Bajnai Klárával és Borsos Tiborral). Limitált kiadás. 2010 Budapest
- Képes magyar hanglemez-történet Archiválva 2015. június 6-i dátummal a Wayback Machine-ben / Hungarian Recording History in Pictures (Bajnai Klárával) Budapest, 2012 ISBN 978-963-87966-3-9
- Simon Géza Gábor–Bajnai Klára–Borsos Tibor: Kölcsönhatások. Film és jazz Magyarországon, 1928–1950; Jazz Oktatási és Kutatási Alapítvány, Bp., 2018
- Simon Géza Gábor–Bajnai Klára–Borsos Tibor: Chappy, a magyar jazzkirály mint sajátos példa a műfaj hazai meghonosodásának folyamatára; Jazz Oktatási és Kutatási Alapítvány, Bp., 2019
- Simon Géza Gábor–Bajnai Klára–Borsos Tibor: A Magyarországon készült jazz hangfelvételek diszkográfiája 1927–1950; Jazz Oktatási és Kutatási Alapítvány, Bp., 2019
- Borsos Tibor–Bajnai Klára–Simon Géza Gábor: Hanglemez bélyegek; Jazz Oktatási és Kutatási Alapítvány, Bp., 2020 ISBN 978-963-87966-9-1
- Bajnai Klára–Borsos Tibor–Simon Géza Gábor: Rózsa S. Lajos a Magyar Kir. Operaház bariton énekes élete és diszkográfiája; Jazz Oktatási és Kutatási Alapítvány, Bp., 2020 ISBN 978-615-81717-0-0
- Géza Gábor–Bajnai Klára: Hangzó gyöngyszemek új köntösben. Műfajokon átívelő magyar hangdokumentumok 20-21. századi visszaadása; Jazz Oktatási és Kutatási Alapítvány, Budapest, 2021

### Lemezkísérő füzetek (válogatás)
- Géza Gábor Simon Presents Lajos Dudas – The Jubilee Box. Unissued & Rare Recordings. Archiválva 2015. június 6-i dátummal a Wayback Machine-ben Pannon Jazz PJ 1045 (Budapest 2001, 72 oldal)
- Az Első Magyar Hanglemezgyár vázlatos története. In: Ujjé a Ligetben nagyszerű... Az Első Magyar Hanglemezgyár budapesti felvételeiből 1908-1913. Pannon Archiv PA 6666 (Budapest, 2002, 16 oldal)
- Jazz Hungaricum 1-10. Jazz Hungaricum 1905-2015 CD 1-10. Pannon Jazz PJ 5000 (Budapest, 2016, 64+4 oldal)

### Nagyobb tanulmányok kötetekben (válogatás)
- Ragtime az Osztrák-Magyar Monarchiában. In: Zenetudományi dolgozatok 1995-1996, Budapest, 1997. ISSN 0139-0732.
- Kurze ungarische Jazzgeschichte. In: K. Lengyel Zsolt (szerk.): Ungarn Jahrbuch. Zeitschrift für interdisziplinare Hungarologie, Band 26, Jahrgang 2002/2003. Verlag Ungarisches Institut, München, 2004. ISBN 3-929906-60-0 (Buchnummer), ISSN 0082-755X (Zeitschriftennummer)
- Első Magyar Hanglemezgyár – Bevezető. In: Dr. Marton Gyula – Dr. Bajnai Klára: Első Magyar Hanglemezgyár – Premier Records. Hungarian gramophone record discography 1. Budapest, 2008. ISBN 978-963-87966-08

### Tanulmányok folyóiratokban (válogatás)
- Magyar jazzbibliográfia I-III., Jazz, Budapest, 1983/2, 1983/3, 1984/2.
- Európai jazztörténeti lemezek, lemezsorozatok I-III. Jazz Studium, Budapest-Győr, 1983/1, 1983/3-4, 1984/1.
- A dzsesszdiszkográfia tudományáról. Könyvtáros, Budapest, 1988/7 (július)
- A magyar dzsessz és rock története I. Előfutárok az Osztrák-Magyar Monarchiában. Playboy, magyar kiadás, 1990. október.
- A magyar dzsessz és rock története II. A cake walk és a ragtime támadása. Playboy, magyar kiadás, 1991. február.
- A magyar dzsessz és rock története 3. A tánctéboly. Playboy, magyar kiadás, 1991
- A magyar dzsessz és rock története 4. A killer-diller. A gyilkos lüktető ritmus. Playboy, magyar kiadás, 1992. augusztus
- Ki kicsoda a magyar jazztörténetben. Az ismeretlenek I. rész: Füredy F. Gusztáv. Archiválva 2015. június 6-i dátummal a Wayback Machine-ben Jazzkutatás, 2011. augusztus 23.
- Ki kicsoda a magyar jazztörténetben. Az ismeretlenek II. rész: Auer Vera. Archiválva 2015. június 6-i dátummal a Wayback Machine-ben Jazzkutatás, 2011. szeptember 22.

### Közreműködő munkatársként
- Gerhard Conrad (szerk.): Discographie der Jazz- und Semijazzaufnahmen im Bereich der heutigen Volksdemokratien Vol's 1-11, Menden, Német Szövetségi Köztársaság, 1982-1991
- Barry Kernfeld (szerk.): The New Grove Dictionnary of Jazz Vol's 1-2, London, 1988
- Barry Kernfeld (szerk.): The New Grove Dictionnary of Jazz Vol's 1-3, London, 2002

### Fordítóként
- Colin Larkin (szerk.): Guinness Jazz-Zenészek Lexikona (The Guinness Who's Who In Jazz). (Plusz egy fejezet Legendák nélkül. A magyar jazz hangzó öröksége címmel). Budapest, 1993. december. ISBN 963-09-3678-X
- Michael Jacobs: Fejezetek a jazz történetéből (All That’s Jazz. Die Geschichte einer Musik) (CD melléklettel). Budapest. 2000. február. ISBN 963-8168-35-8

### Szerkesztőként
- Who’s Who In Hungarian Jazz, Budapest, 1974
- Dunapalota Ragtime. Rags of the Austro-Hungarian Monarchy (kotta), Budapest, 1992. ENJ 003
- Siklós Péter: Jazzfantáziák (fotóalbum), Budapest, 2000. ősz.[halott link] ISBN 963-00-3943-5
- Fejezetek a magyar jazz történetéből 1961-ig (CD melléklettel). Limitált kiadás. Archiválva 2015. június 6-i dátummal a Wayback Machine-ben Budapest, 2001. ISBN 963-00-5225-3
- Dr. Marton Gyula – Dr. Bajnai Klára: Első Magyar Hanglemezgyár – Premier Records. Hungarian gramophone record discography 1. Budapest, 2008. ISBN 978-963-87966-08
- Dr. Ittzés Tamás: Franz Liszt's Influence On The Ragtime And Swing Era. Historical and musical parallelisms. Limited edition. Budapest, 2011
- Hollós Máté zenei írásai. A szívrepesőstől a transzcendensig; Gramofon Könyvek, Budapest, 2014. október 29. ISBN 978-963-12-0630-2
- Magyar jazzkutatási konferencia – Budapest, 2016. március 11.; Magyar Jazzkutatási Társaság, Budapest, 2016. április 21. ISBN 978-963-12-4708-4

### Szaklektorként
- Miles Davis – Quincy Troupe: Miles – önéletrajz. (Plusz 6 oldalas diszkográfia). Budapest, 2004. ISBN 963-530-001-8

### Hanglemez-kiadványai
szerkesztő, producer, liner note/booklet szövegíró, fordító, fotós, borítótervező, diszkográfus
- Jazz and Hot Dance in Hungary 1912-1949. Harlequin HQ 2015 (LP), Nagy Britannia, 1984
- Tabányi Mihály és zenekara: Csillogó harmonika. Qualiton LPM 16704 (LP), 1985
- Karády Katalin: Te vagy a fény. Qualiton LPM 16728 (LP), 1986
- Martiny Lajos: It’s a Hap-Hap-Happy Day. Black Jack LP 3017 (LP). Menden, Német Szövetségi Köztársaság, 1986
- Attila Malecz Bop-Art Orch.: Aquarium. Pannonton JL 102 (LP), 1988
- Hungarian Jazz 1912-1948. Pannonton JL 104 (LP), 1989
- Sebestyén Márta – Binder Károly: Négy dal. Pannonton FL 103 (Maxi Single), 1989
- Bohém Ragtime Band: Original Rags. Pannonton JLP 110 (LP), 1989
- Binder-Süle: For You. Two Pianos. Pannonton JL 117 (LP), 1989
- The Virtuoso Double Bass of Aladár Pege: Jazz & Classic. Krém HCD 37331 (CD), 1990
- Dudás Lajos: I Remember. Pannonton JL 108 (LP), 1990
- Bistro Blues Band: Tudod, csak ezért… Rotary RY 9111-1 (LP), 1991
- Bistro Blues Band: You Know Just Because... Rotary RY 9201-2 (CD), 1992
- Piano: George Vukán: Dunapalota Ragtime. Hotelinfo-Ferdinandus HSJR 2001 (CD), 1993
- Pannon Jazz, Pannon Classic, Pannon Archiv, Portik Jazz, Zoller Records, Tandem Records márkákon magyar jazz- és klasszikus zenei CD-k, 1992-től napjainkig
- Jazzkutatás, CD-ROM sorozat, 1999
- Hungarian Jazz History 1-18, Hungaroton CD-sorozat, 2000-2006
- Trio Acoustic: Autumn Leaves. JOKA Pannon Jazz/Gats Production, Japán PJJ 1011/GPT 5006 (CD), 2001
- Lajos Dudas: Jubilee Edition. Unissued and rare recordings. Double Moon Records DMCHR 71020 (CD), 2001
- Sándor Szabo: Hungarian Jazz Rhapsodie. Tribute To Attila Zoller. Zoller Records AZ 2002 0910 (CD), 2002
- Tabányi Mihály és szólistái: La Cumparsita. Hungaroton Classic HCD 16865 (CD), 2002
- Szabó József legszebb felvételei: Láttam én az Eiffel-tornyot. Athenaeum 2000 (Rózsavölgyi és társa) RÉTCD 038 (CD), 2006
- Jazz Hungaricum 1-10. Jazz Hungaricum 1905-2015 CD 1-10. Pannon Jazz PJ 5000 (10 CD + booklet), 2016

### Kiállítások (kurátor)
- I. Magyar jazztörténeti kiállítás, Művészetek Háza, Pécs, 1992. május
- II. Magyar jazztörténeti kiállítás, Erdei Ferenc Művelődési Központ, Kecskemét, 1994. március
- III. Magyar Jazztörténeti Kiállítás, Marczibányi téri Művelődési Ház, Budapest, 1996. szeptember
- IV. Magyar Jazztörténeti Kiállítás, Dunakeszi, 1996. október
- V. Magyar Jazztörténeti Kiállítás, Közúti Szakgyűjtemény, Kiskőrös, 1997. április-szeptember
- VI. Magyar Jazztörténeti Kiállítás, Erdei Ferenc Művelődési Központ, Kecskemét, 2000. március
- Ungarische Jazzgeschichte von der Österreichisch-Ungarischen Monarchie bis 1950. Foto-, Plakat- und Notenausstellung. Ungarisches Institut, München, 2002. május 15.
- "Dzsessz te még az én utcámba!" Az Osztrák-Magyar Monarchia ragtime és kuplé irodalmából (társkurátor: Thuróczy Gergely). Petőfi Irodalmi Múzeum, Budapest, 2006. április 27.-2007. szeptember 15.
- Csillogó fekete lemezeken – 100 éves a magyar hanglemezgyártás és -forgalmazás kiállítás (társkurátor: dr. Bajnai Klára). Magyar Kereskedelmi és Vendéglátóipari Múzeum, Budapest, 2008. augusztus 18.-2009. február 9.
- Képes magyar jazztörténet. Magyar Kereskedelmi és Vendéglátóipari Múzeum (társkurátorok: dr. Bajnai Klára, Kiss Imre). Budapest, 2015. november 12.-2016. május 1.

### Díjai
- „Az év jazz lemeze” Németországban (1985) (Jazz and Hot Dance in Hungary 1912-1949. Harlequin HQ 2015)
- Első díj a Magyar Zeneművészek Szövetsége által kiírt hanglemez kiadási pályázaton (1989) (Binder-Süle: For You. Two Pianos. Pannonton JL 117)
- Artisjus-díj (2004)

### Tagságai, beosztásai
- Internationale Gesellschaft für Jazzforschung, Graz, tag (1967–)
- Magyar Könyvtárosok Egyesülete, zenei szekció (1987–)
- Magyar Jazzkutatási Társaság, alapító tagja, elnöke (1991–)
- Jazz Oktatási és Kutatási Alapítvány (JOKA) kuratóriumi elnöke (1992–)
- Magyar Zenetudományi és Zenekritikai Társaság, alapító tagja (1993–)
- Akusztikus Gitárzene Közhasznú Egyesület, tag (2002–)
- Gesellschaft für Historische Tonträger, Wien, tag (2008–)
- Pécsi Hangtár (Marton-Bajnai) Alapítvány a Nemzeti Hangtárért, kuratóriumi elnök (2011–2016)